# Félix von Bothmer

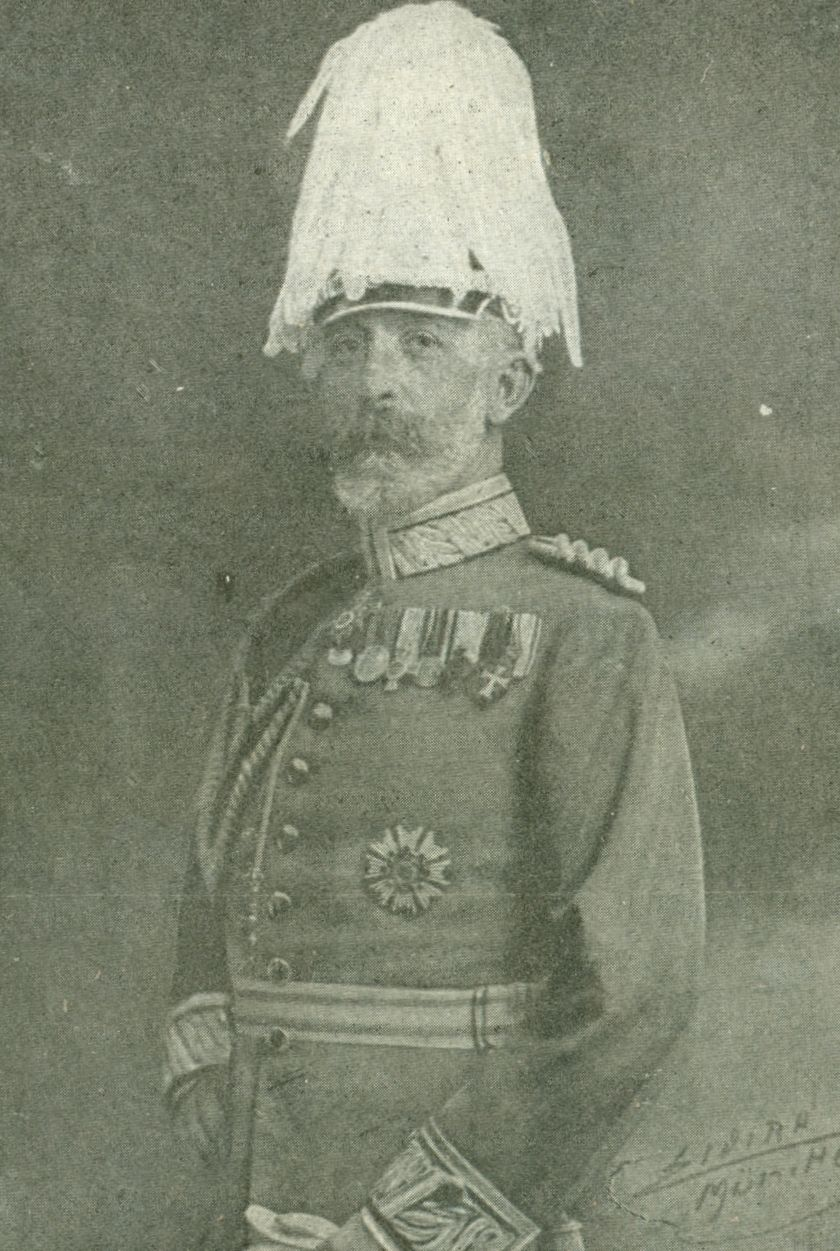
Félix Graf von Bothmer

Félix Graf von Bothmer (Múnich, 10 de diciembre de 1852 - ibíd. 18 de marzo de 1937) fue un general alemán, notorio durante la ofensiva Brusilov de 1916.

## Carrera militar
En 1871 Bothmer se unió al ejército bávaro. Pasó los siguientes cuarenta años sirviendo en el Ministerio de Guerra bávaro o en el Estado Mayor del Ejército Real Bávaro, con tres años en Berlín en el Estado Mayor prusiano. Durante este tiempo ascendió de rango, alcanzando el grado de general de Infantería en 1910. El 30 de noviembre de 1914 fue seleccionado al mando de la 6.ª División de Reserva Bávara en Ypres.
El 22 de marzo de 1915 le fue dado el mando del Cuerpo Bothmer, una unidad levantada para defender los pasos de montaña de los Cárpatos contra los ataques rusos que amenazaban directamente Hungría. Ganó la batalla de Zwinin que tuvo lugar entre el 5 de febrero y el 9 de abril de 1915, estando así en buena posición para tomar parte en el gran avance alemán durante la ofensiva de Gorlice-Tarnów en mayo de 1915.
Después del 6 de julio de 1915, Hans Ritter von Hemmer fue su Jefe de Estado Mayor. El 7 de julio, se le concedió la Pour le Mérite por su destacado liderazgo y distinguida planificación militar y éxito en las operaciones durante las batallas del Dniester, Gnila-Lipa, y Zlota-Lipa. Recibió las hojas de roble el 25 de julio de 1917 por sus acciones durante la batalla en torno a la ciudad de Brzezany durante la ofensiva alemana de verano en el frente oriental, así como por su destacado liderazgo y organización durante la batalla en la cabeza de puente de Zbrucz. Recibió la Gran Cruz de la Orden Militar de Max Joseph bávara.
Sus unidades permanecieron firmes contra la ofensiva Brusilov de junio de 1916. En 1917, fue seleccionado para el mando del 19.º Ejército en Lorena. Permaneció en ese puesto hasta el 8 de noviembre de 1918, mientras más al norte el frente alemán caía. Bothmer se retiró del ejército en noviembre de 1918. Su último trabajo en el ejército, de nuevo junto a von Hemmer, fue como consejero para el Ministerio bávaro de Asuntos Militares de noviembre a diciembre de 1918, mayormente observando la desmovilización del pronto desmantelado ejército bávaro.
El conde Bothmer murió en Múnich el 18 de marzo de 1937 y, contrariamente a los deseos de la familia, el gobierno de Adolf Hitler ordenó un funeral de estado. Fue elogiado por el Príncipe Ruperto de Baviera.

## Familia
El padre de Bothmer fue un general del ejército y pertenecía a la nobleza alemana. Félix Graf von Bothmer contrajo matrimonio con Auguste Baldinger el 22 de julio de 1882. Tuvieron 2 hijas juntos.

## Rangos militares
- Teniente: 28 de noviembre de 1871
- Oberleutnant: 23 de noviembre de 1882
- Hauptmann: 31 de octubre de 1888
- Mayor: 22 de septiembre de 1893
- Oberstleutnant: 17 de marzo de 1897
- Oberst: 21 de julio de 1900
- Mayor General: 18 de mayo de 1903
- Teniente General: 15 de septiembre de 1905
- General de Infantería: 4 de mayo de 1910
- Generaloberst: 9 de abril de 1918